# 9485 Uluru
9485 Uluru este o planetă minoră (asteroid), cu un diametru de , din centura de asteroizi. A fost descoperită pe 24 septembrie 1960 la Observatorul Palomar de Cornelis Johannes van Houten și a fost numită după Uluru. 
Obiectul prezintă o orbită caracterizată de o semiaxă mare de 2,6198132 UAi, o excentricitate de 0,18, o înclinație de 3,19132 ° în raport cu ecliptica.